# Mangó
A mangó (Mangifera indica) a szappanfavirágúak (Sapindales) rendjébe sorolt szömörcefélék (Anacardiaceae) családjában a Mangifera nemzetség típusfaja — édes ízű, egzotikus gyümölcsöt termő fa. Mai neve az indiai man-gay portugál formájából (manga) származik. Az indiaiak szent fája.

## Származása, elterjedése
Őshazája India, ahonnan a portugálok vitték Afrikába. Európa a 18. században angol utazók beszámolóiból értesült létezéséről.

## Megjelenése, felépítése
Akár 20 méter magasra is megnőhet. A 20. század vége felé úgy vélték, hogy a világ legnagyobb gyümölcsfája egy, az indiai Csandígarh közelében álló mangófa, amelynek koronáját 2200 m²-re becsülték (törzsének kerülete 9 m, alsó ágainak körmérete 3 m volt). A földre támaszkodó alsó ágak hossza elérte a 20  m-t.
A ovális, lédús gyümölcs színe többnyire a vörös és sárga között változik.

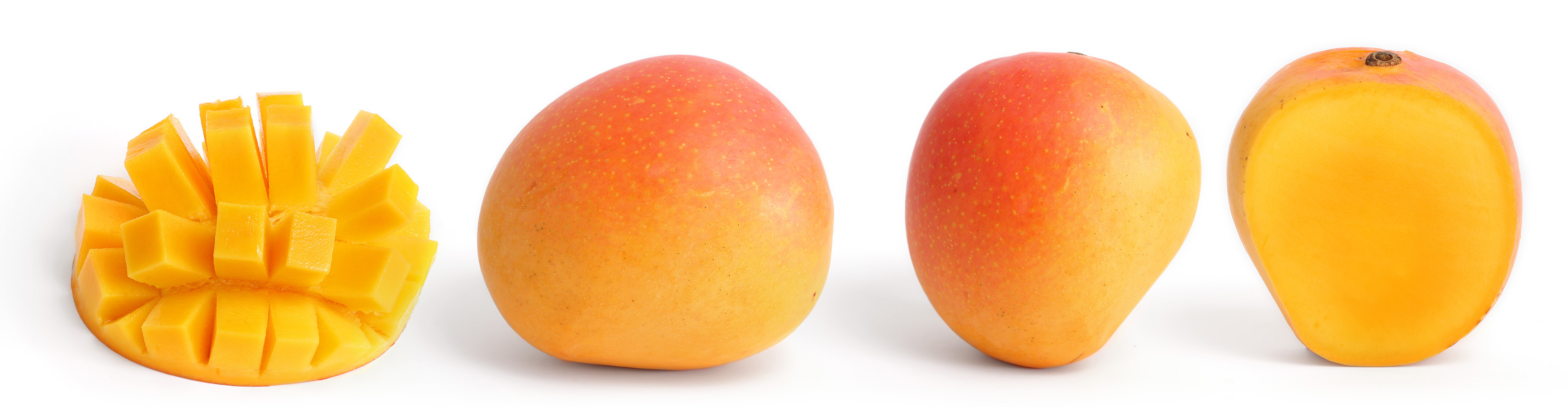
Fogyasztásra készre vágott mangó

## Termesztése és betakarítása
Az ültetés után 4-6 évvel fordul termőre. A századfordulóig magról szaporították, ma már szemzéssel és oltással is.
Csonthéjas gyümölcse nyár végén, ősszel érik.

## Felhasználása

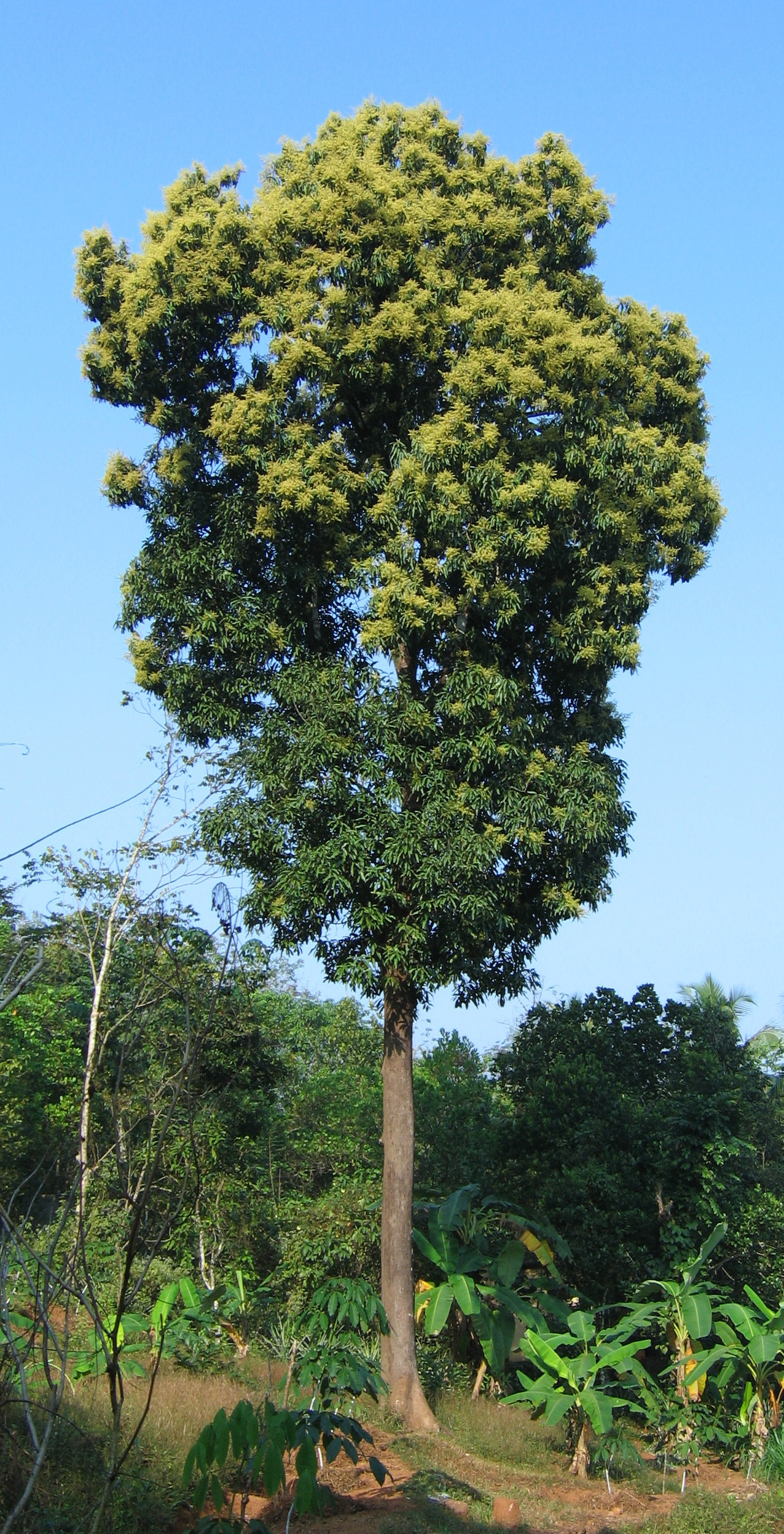
Virágzó mangófa az indiai Keralában

A gyümölcsöt Európában konzerv, illetve nyers formában lehet megvásárolni; egész évben fogyasztható. Legtöbbször gyümölcssalátába keverik, de kiválóan illik rák- és halételekhez is. Gyakran lekvárt főznek belőle és aszalják is. Virága sűrű, édes mézet ad, amely önmagában is fogyasztható. Világosbarna fájából bútort készítenek.

## Élettani hatása
Kellemes íze mellett vitaminokban és ásványi anyagokban gazdag, enzime gyomorvédő hatású. Rosttartalma segíti az emésztést, jótékony hatással van a szervezetre. Vitaminok közül megtalálható A-, B1-, B2-, C- és E-vitamin, valamint bővelkedik foszforban, kalciumban és nátriumban. Az éretlen gyümölcs C-vitaminban, az érettebb A-vitaminban és béta-karotinban gazdag. Jótékony hatással van a szívre, csökkenti a vér koleszterinszintjét, valamint minimalizálja néhány rákos megbetegedés kockázatát. Mindezek ellenére allergént is tartalmaz.
A hinduk a levelek füstjével légcsőbántalmakat gyógyítottak. A pestis- és kolerajárványok idején az éretlen, megsütött, cukrozott termést fogyasztották, testüket ezzel kenegették.

## Kultúra
A mangót egyes távol-keleti országokban a szerelem szimbólumának tartják, így nem meglepő, ha sok esküvőn lehet mangóval találkozni, mint a gyermekáldás megsegítőjével.